# ابن قاسم العاملي
السيد محمد بن محمد بن حسن بن قاسم الحسيني العاملي العيناثي الجزيني. المشهور بابن قاسم العاملي، عالم دين شيعي، أديب وشاعر.

## ولادته وعائلته
سنة ولادته غير محددة على وجه التحديد ولكنه كان حيا سنة 1068 هجرية.
وجدته لأمه (أم أمه) من بنات الشهيد الثاني، فيكون الأخير جده الأعلى لأمه.

## دراسته
درس في جبل عامل ثم هاجر إلى إيران حيث اشتهر بالأدب والشعر والفلسفة.

## مؤلفاته
له العديد من الكتب والرسائل:

### الكتب
- الإثنى عشرية في المواعظ العددية فرغ منه سنه 1068 هجري.[3]
- كتاب حدائق الأبرار.
- كتاب أدب النفس.[4]
- كتاب المنظوم الفصيح والمنثور الصحيح.
- كتاب فوائد العلماء وفرائد الحكماء.

### رسائل ابن قاسم العاملي
هناك مجموع بخط السيد ابن قاسم العاملي موجود في مكتبة السيد الكلبيكاني في مدينة قم.
تضم هذه المجموعة عدداً كبيراً من الرسائل المهمة في مجلد واحد كتبها السيد محمد بن محمد العاملي المعروف بابن قاسم العيناثي. وفرغ من كتابة بعضها في سنة (1057) وبعضها الآخر في سنة(1059)هجري.
وتضم عددا من الرسائل:
- رسالة في الحِكم والمواعظ.
- رسالة في طول الأمل.
- رسالة في التوبة.
- رسالة في التقية.

## أشعاره
من شعره قوله:
```
ويحك يانفس دعي * * * ما عشت ذل الطمع
وأرضي بما جرى به * * * حكم القضا واقتنعي
إياك والميل إلى * * * شيطانك المبتدع
واقتصدي واقتصري * * * كي ترتوي وتشبعي
أين السلاطين الأولى * * * من حمير وتبع
شادوا الحصون فو * * * ق كل شاهق مرتفع
لم يبق من ديارهم * * * غير رسوم خشع
كفى بذاك واعظا * * * وزاجرا لمن يعي
حسبك يانفس اقبلى * * * نصحي ولا تضيعي
```

## وفاته
توفي عام 1665م (1075 هجري).